# سیهان آرمان
«سیهان آرمان» (ترکی استانبولی: Seyhan Arman)؛ زادهٔ ۲۶ فوریهٔ ۱۹۸۰ ‏(۴۵ سال) یک فعال حقوق تراجنسیتی، هنرپیشه، و زن‌پوش اهل ترکیه است.